# Суперкубок Італії з волейболу серед жінок 2000
5-й розіграш Суперкубка Італії з волейболу серед жіночих команд відбувся 15 жовтня 2000 року в Рієті. У п'ятисетовій боротьбі володар кубка «Капо Суд Калабрія» (Реджо-Калабрія) переміг чемпіонів країни минулого сезону з «Едісона» (Модена).

## Учасники
| Команда             | Місто          | Досягнення                              |
| ------------------- | -------------- | --------------------------------------- |
| «Едісон»            | Модена         | Чемпіон Італії в сезоні 1999-2000       |
| «Капо Суд Калабрія» | Реджо-Калабрія | Володар кубка Італії в сезоні 1999-2000 |

## Матч
| Дата       | Час |                                      | Рахунок |                   | Сет 1 | Сет 2 | Сет 3 | Сет 4 | Сет 5 | Всього  | Звіт  |
| ---------- | --- | ------------------------------------ | ------- | ----------------- | ----- | ----- | ----- | ----- | ----- | ------- | ----- |
| 15.10.2000 |     | «Капо Суд Калабрія» (Реджо-Калабрія) | 3–2     | «Едісон» (Модена) | 25–22 | 21–25 | 16–25 | 25–20 | 15–12 | 102–104 | [ 1 ] |

|                  | Ірина Кирилова     | 3  |
|                  | Євгенія Артамонова | 34 |
|                  | Сімона Джолі       | 17 |
|                  | Марцела Річелова   | 6  |
|                  | Сі Лікван          | 12 |
|                  | Ольга Поташова     | 11 |
|                  | Вадала (л)         |    |
| Резерв:          |                    |    |
|                  | Єва Сускова        |    |
|                  | Біляна Глігорович  |    |
|                  | Росальба Чераволо  |    |
|                  | Денізе Фонтана     |    |
| Головний тренер: |                    |    |
| Джованні Капрара |                    |    |

|                  | Ірина Жукова              | 6  |
|                  | Прайкеба Фіппс            | 22 |
|                  | Мануела Леджері           | 14 |
|                  | Марія дель Росаріо Романо | 7  |
|                  | Ганка Пахале              | 27 |
|                  | Сабріна Бертіні           | 6  |
|                  | Лаура Брускіні (л)        |    |
| Резерв:          |                           |    |
|                  | Стефанія Донеллі          |    |
|                  | Ана Флавія Санглард       |    |
| Головний тренер: |                           |    |
| Лан Пін          |                           |    |

- Арбітри: Беллоне, Траверса.
- Тривалість матчу 90 хвилин (20+17+20+20+13).
- Кількість глядачів: 1800.